# Proceratosauridae
Proceratosauridae (процератозаврові) — родина або клада тиранозавроїдних тероподних динозаврів від середньої юри до ранньої крейди.